# Deltocyathus calcar
Espèce
Statut CITES
Deltocyathus calcar est une espèce de coraux appartenant à la famille des Deltocyathidae ou Caryophylliidae.